# Yushania alpina
La Yushania alpina és una espècie de bambú del gènere Yushania de la família de les poàcies, ordre de les poals, subclasse Commelinidae, classe Liliopsida, divisió dels magnoliofitins.
Com en altres espècies de bambús, diferents botànics han encasellat aquesta espècie en diversos gèneres i/o amb altres noms d'espècie: Arundinaria alpina K. Schum., Sinarundinaria alpina (K. Schum.) C.S.Chao & Renvoize, Arundinaria fischeri K.Schum., Arundinaria tolange K.Schum., Oxytenanthera ruwensorensis Chiov.
Les seves tiges són emprades per a fer tanques, canonades i altres usos constructius.

## Característiques
L'espècie, de tipus perenne, creix a alçades d'entre 2.400 i 3.300 metres, i forma grups densos, però no gaire grans. Pot fer de 2 a 19 metres i mig d'alçada i el seu tronc té un diàmetre d'entre 5 i 125 centímetres.

## Distribució geogràfica

Distribució de la Yushania alpina

Es fa en part de la zona afrotròpica: Etiòpia, el Sudan, Kenya, Tanzània, Uganda, Burundi, Camerun, Congo, Ruanda, Zaire, Malawi, Zàmbia, i especialment en les muntanyes i volcans que envolten la Gran Vall del Rift.